# 요비마쓰촌
요비마쓰촌(呼松村)은 오카야마현 고지마군에 있던 촌이다.  1904년 4월 1일에 후쿠다촌, 후쿠다신덴촌과 합병해 소멸하였다. 현재의 구라시키시의 일부에 해당한다.